# 不動山トンネル
不動山トンネル（ふどうやまトンネル）は、佐賀県嬉野市の長崎自動車道にあるトンネル。長崎自動車道の佐賀県単独区間ではこのトンネルが最も距離が長い。

## 概要
- 上り線（鳥栖・福岡・大分・熊本方面）長さ：2,046 m
- 下り線（長崎・諫早・島原方面）長さ：2,006 m

※トンネル距離数はトンネル入口手前に設置された標識の記載によるもの。

## 歴史
- 1990年（平成2年）1月26日 : 大村IC - 武雄北方IC間開通と同時に供用開始。当時は現在の下り線で暫定2車線による供用であった。
- 1997年（平成9年）12月18日 : 東そのぎIC - 嬉野IC間が4車線化。

## 追記事項
- 開通当初は暫定2車線による供用であり、上下線共に連続トンネル（俵坂・不動山・うれしの）の手前にトンネル信号機が設置されていた。4車線化と共にトンネル信号機の設置が解除され、現在では異常時を除き通常通り通行できる。なお、この区間は最高速度が80km/hに規制されている。
- 4車線化直前は新たに開通した現在の上り線トンネルを暫定的に対面通行の2車線で供用、現在の下り線へ4車線化対応工事等を行った。このため、新しい方の上り線トンネルにも対面通行に対応できる様、非常路側帯が両側の壁に設置されていた。現在は上下トンネル共に非常路側帯は走行車線側のみ残され、追い越し車線側のものは廃止されている。